# 印度腹囊海龍
印度腹囊海龍（学名：Microphis deocata），為輻鰭魚綱棘背魚目海龍魚科的其中一種，分布於亞洲印度、孟加拉的淡水水域，體長可達15公分，棲息在水草生長的湖泊、河流及河口區，卵胎生。